# Sebastián Lorenzo
Sebastián Lorenzo fue un conquistador español en la época del colonialismo en América. Pedro de Ursúa (fundador de Cartagena y Pamplona) le dio en encomienda en 1550 los terrenos que en la actualidad corresponden a la ciudad colombiana de Cúcuta.